# Карл Б'єрнштерна
Карл Б'єрнштерна (швед. Carl Björnstjerna, 7 квітня 1886 — 20 лютого 1982) — шведський вершник. Бронзовий призер літніх Олімпійських ігор 1928.